# Радеж
Радеж (бел. Радзеж) — деревня в Олтушском сельсовете Малоритского района Брестской области Беларуси. Расположена в 20 км от Малориты, в 64 км от Бреста, в 20 км от железнодорожной станции Малорита. Население — 341 человек (2019).

## История
Название деревни происходит от одноимённого урочища, на месте которого было основано поселение. Впервые упоминается как село в Гвозницком войтовстве Полесской волости Берестейского староства Великого княжества Литовского. В 1566 году проживало 30 семей. В документах 1578—1579 годов упоминается как о разделении с фольварком и селом Дубок. В 1668 году в составе Бродетинского войтовства Полесского ключа Берестейской экономии. В 1682 году 26 оседлых хозяйств, работала церковь.
В 1713 году деревня принадлежала панам Якубовским. В 1789 году — 80 дворов.
После третьего раздела Речи Посполитой 1795 года в составе Брестского уезда Слонимской губернии Российской империи, с 1797 года в Литовской губернии, с 1801 года в Гродненской губернии. Во второй половине XIX века — начале XX века — в Олтушской волости.
В 1860-е годы относился до имения Радеж, которым владела помещица Бенецкая. Проживало 257 душ мужского пола и 244 женского, существовала сельская община. В имении вместе с деревнями Радеж и Галёвка проживало 587 ревизских душ.
В 1875 году работало земское народное училище. В 1886 году работают церковь, часовня, народное училище (50 учеников), трактир. В 1900 году училось 70 детей. В 1905 году в одноимённом имении, принадлежавшим дворянину Ярогину, проживало 51 человек. В деревне существовало ткачество, кузнечное дело, сбор лекарственных трав, грибов.
С 1921 года в составе Олтушской гмины Брестского повята Полесского воеводства Польши. С 1924 года в деревне работала подпольная ячейка Коммунистической партии Западной Белоруссии.
С сентября 1939 года в составе БССР. С 12 октября 1940 года — центр Радожского сельсовета Малоритского района Брестской области. Работала паровая мельница, начальная школа.
Во время Великой Отечественной войны с конца июня 1941 года по 20 июля 1944 года была захвачена немецкими войсками, которые несколько раз поджигали деревню, уничтожив 157 жителей. 29 жителей деревни погибло на фронте или пропало без вести. После войны деревня была восстановлена.
С 18 января 1950 года в составе колхоза «Верный путь». С 16 июля 1954 года в составе Олтушского сельсовета. С 1962 по 1965 годы в Брестском районе. В 1998 году — центр колхоза «1 мая».

## Инфраструктура
В деревне работают средняя школа, детский сад, библиотека, фельдшерско-акушерский пункт, банк, отделение связи, три магазина.

## Культура
- Дом культуры
- Историко-краеведческий музей ГУО "Радежская средняя школа"

## Достопримечательность
Возле деревни расположены два курганных могильника (X—XIII века). Деревня упоминается в мемориальном комплексе Хатынь, на могилах солдат и жертв фашизма расположены памятники.